# Sexo, amor y otras perversiones
Sexo, amor y otras perversiones é um filme mexicano de longa-metragem que abrange oito curta-metragens dirigidos por Gerardo Tort (La llamada), Gustavo Loza (Por amor), Carolina Rivera (Dos meses de renta), Carlos Carrera (María en el elevador), Javier Patrón (El auto), Ángel Flores Torres (Recompensa), Daniel Gruener (Max Viagra), Carlos Sariñana (A una mujer decente).

## Elenco
- Arcelia Ramírez como Mercedes ("La Llamada")
- Tiaré Scanda como voz ("La llamada")
- Giovanna Zacarías como Gabriela ("María en el elevador")
- Claudia Ramirez como mujer rubia ("La llamada")
- Alberto Reyes como Beto ("Recompensa")
- Flor Payán como Celestial Blow Job ("Max Viagra")
- Ana Serradilla como Mirtha ("Por amor")
- Carlos Torres Torrija como Lucio ("Por amor")
- Juan Ángel Esparza como Carlos ("María en el elevador")
- Fernando Becerril como Rodrigo ("María en el elevador")
- Fernando Carrillo como Rodrigo ("Dos meses de renta") y Novio ("A una mujer decente")
- Álvaro Guerrero como Gildardo ("A una mujer decente")
- Jorge Zárate como Director ("Max Viagra")
- René Campero como Fotógrafo ("Max Viagra")
- Armando Hernández como Esteban ("El auto")
- Luis Alberto López como Max Viagra ("Max Viagra")
- Giovanni Florido como Joel ("Recompensa")
- Patricia Llaca como Elena ("Dos meses de renta")
- Tara Parra como Madre ("A una mujer decente")
- Carmen Beáto como Mercedes ("El auto")
- Martha Higareda como María ("María en el elevador")
- Maya Zapata como Mariela ("Recompensa")
- Nuria Kaiser como Cristina ("Dos meses de renta")
- Flor Eduarda Gurrola como Irmã ("Recompensa")
- Paty Muñoz como Morena Fogosa ("Max Viagra")
- Abel Membrillo como Operador de sonido ("Max Viagra")
- Tomás Goros como Monster Balls ("Max Viagra")